# Í takt við tímann
Í takt við tímann è un film del 2004 diretto da Ágúst Guðmundsson.